# La Révolution Cosmopolite
La Révolution Cosmopolite en forme longue La Révolution Cosmopolite : journal révolutionnaire socialiste indépendant, est un journal anarchiste publié entre 1886 et 1887 par différents militants anarchistes parmi lesquels on trouve Charles Malato, Jacques Prolo ou encore Louise Michel et Léon Ortiz. Le journal s'interrompt après avoir été mis en procès pour « excitation au meurtre et au pillage ».
Il s'agit d'une publication anarchiste des années 1880 en France, et elle s'inscrit dans la naissance et la constitution du mouvement anarchiste. Le journal figure aussi comme l'introducteur de l'internationalisme révolutionnaire en France, cherchant à rassembler les anarchistes et les révolutionnaires sur un plan international. Le journal est aussi, par les contributions abondantes de Michel en son sein, l'un des premiers à donner la parole à des militantes.

## Histoire

### Contexte
Ce journal provient, comme l'Endehors plus tard, ou un certain nombre de publications du symbolisme et du décadentisme naissants, du Cercle de la Butte. Cette influence est remarquée par Gabriel Randon, qui soutient que ce Cercle se subdivise en quatre parties : les naturalistes, les décadents, les symbolistes et les anarchistes ; chacun de ces groupes représentant les principales mouvances intellectuelles et artistiques françaises de la décennie suivante. Selon Randon, chacun de ces quatre sous-groupes du Cercle aurait produit ses propres organes de presse ; en l'occurrence, pour les anarchistes, il s'agit de La Révolution cosmopolite.

### La Révolution Cosmopolite (1886-1887)
Au sein du Cercle, Charles Malato et Jacques Prolo, deux militants anarchistes, commencent par mettre en place un groupe anarchiste, et, en septembre 1886, fondent le journal. Son annonce de parution est faite dans Le Révolté de Pierre Kropotkine et Jean Grave et le premier numéro est publié. Léon Ortiz, un militant anarchiste illégaliste notable de la période, et Louise Michel, une militante anarchiste célèbre, collaborent aussi au journal,. Ortiz est le plus pauvre des contributeurs. Parmi les autres contributeurs, on trouve aussi Georges Deherme, qui y défend notamment l'union de tous les groupes socialistes dans une fédération qui respecterait leurs spécificités propres. 
De manière générale, la ligne principale du journal est de défendre une forme d'internationalisme révolutionnaire. En France, cette publication qui s'inscrit dans la naissance et la constitution du mouvement anarchiste est l'une des premières publications anarchistes. Il s'agit aussi de la première publication révolutionnaire à sortir d'un cadre uniquement français et se tourner vers une lutte internationale et d'une des premières à permettre à des militantes d'y participer et d'y publier.
Le journal publie 5 numéros de sa deuxième série en 1887. Il est mis en procès pour « excitation au meurtre et au pillage » en avril-mai 1887 et la publication s'interrompt,.

### Louise Michel
Les publications de Michel au sein du journal - qu'elle rejoint dès le premier numéro, prennent une importance notable dans le développement de sa pensée et des perspectives artistiques, philosophiques et politiques michelaises. Ainsi, c'est dans ce journal qu'elle commence à déployer un intérêt très marqué pour l'écriture comme arme révolutionnaire ; et sa première publication, défense de sa participation au journal, est marquante des dynamiques touchant le mouvement anarchiste de la période, qui se tourne vers la presse.
Michel y publie aussi ses poèmes, où elle lie de nombreuses idées, mais en particulier les plans artistiques et politiques, mêlant la recherche esthétique et celle de la révolution et de la liberté promises par les anarchistes. Plus généralement, les recherches qu'elle y entreprend en quête d'une « poétique révolutionnaire » sont marquants dans sa pensée.

## Postérité
Les cercles qui participent à ce journal sont proches de ceux qui participent, quelques années plus tard, à l'Endehors.